# San Vito Romano
San Vito Romano és un comune (municipi) de la ciutat metropolitana de Roma, a la regió italiana del Laci, situat uns 40 km a l'est de Roma. L'1 de gener de 2018 tenia 3.313 habitants.
Limita amb els següents municipis: Bellegra, Capranica Prenestina, Genazzano, Olevano Romano i Pisoniano.